# Rhiganthura spinosa
Rhiganthura spinosa is een pissebed uit de familie Expanathuridae. De wetenschappelijke naam van de soort is voor het eerst geldig gepubliceerd in 1978 door Brian Frederick Kensley.